# Horsterwold
Het Horsterwold is een jong bos nabij Zeewolde dat ongeveer 3700 hectare groot is en grenst aan het Nuldernauw. Dit bos is niet alleen het grootste loofbos van Nederland; het is tevens bijzonder omdat dit een bos is op kleigrond. De groei van bomen is spectaculair omdat deze grond zeer vruchtbaar blijkt te zijn.

## Achtergrond
Het bos is initieel aangeplant; bij het planten is rekening gehouden met de abiotische factoren. Omdat de natuur in hoge mate haar gang kan gaan, verwacht men dat er een spannend milieu zal ontstaan. Zeker wanneer de grote grazers een kans krijgen zal in het Horsterwold een natuurlijk bos ontstaan.

## Gebruik van het bos
Het bos is deels productiebos. Daarnaast zijn er delen  waarin de natuur haar gang mag gaan, met name in de "stille kern".

### Recreatie
In het stiltegebied zijn geen gebaande paden; de recreant kan gebruikmaken van de groenstroken, wildwissels, of gewoonweg rondstruinen. Laarzen zijn wel aan te bevelen. Aan de waterkant bij het Nuldernauw, waar ook de oudere aanplant is, krijgt de meer intensieve recreatie de ruimte.
Het gebied geniet een zekere populariteit bij naaktwandelaars. De gemeente en Staatsbosbeheer zijn daar niet blij mee, maar de rechter heeft vastgesteld dat de Nederlandse wetgeving geen juridische mogelijkheden biedt om ertegen op te treden. Dit is in hoger beroep bekrachtigd.

### Testen van nieuwe bomen
In het Horsterwold is een "populetum" gevestigd. Hier worden allerlei populiersoorten en hybriden getest voor hun geschiktheid in Nederland. Daarnaast zijn er ook andere experimentele hybriden zoals de iepvariant 'Columella' die in het Horsterwold getest wordt.

### Introducties
Eekhoorns zijn succesvol geïntroduceerd. Er werden in 2001 zeker twintig nesten geteld. In de daarop volgende jaren werden meer sporen gevonden.

## Ecologische verbindingen
Er zijn plannen om in het Nuldernauw eilandjes aan te leggen. Van de zo ontstane ecologische verbindingszone zullen in eerste instantie soorten als de das, de snoek, de otter en de ringslang profiteren. Er waren lange tijd ook plannen om een ecologische verbinding aan te leggen met de Oostvaardersplassen. In 2013 hebben Rijk en Provincie de plannen voor dit OostvaardersWold echter stopgezet.

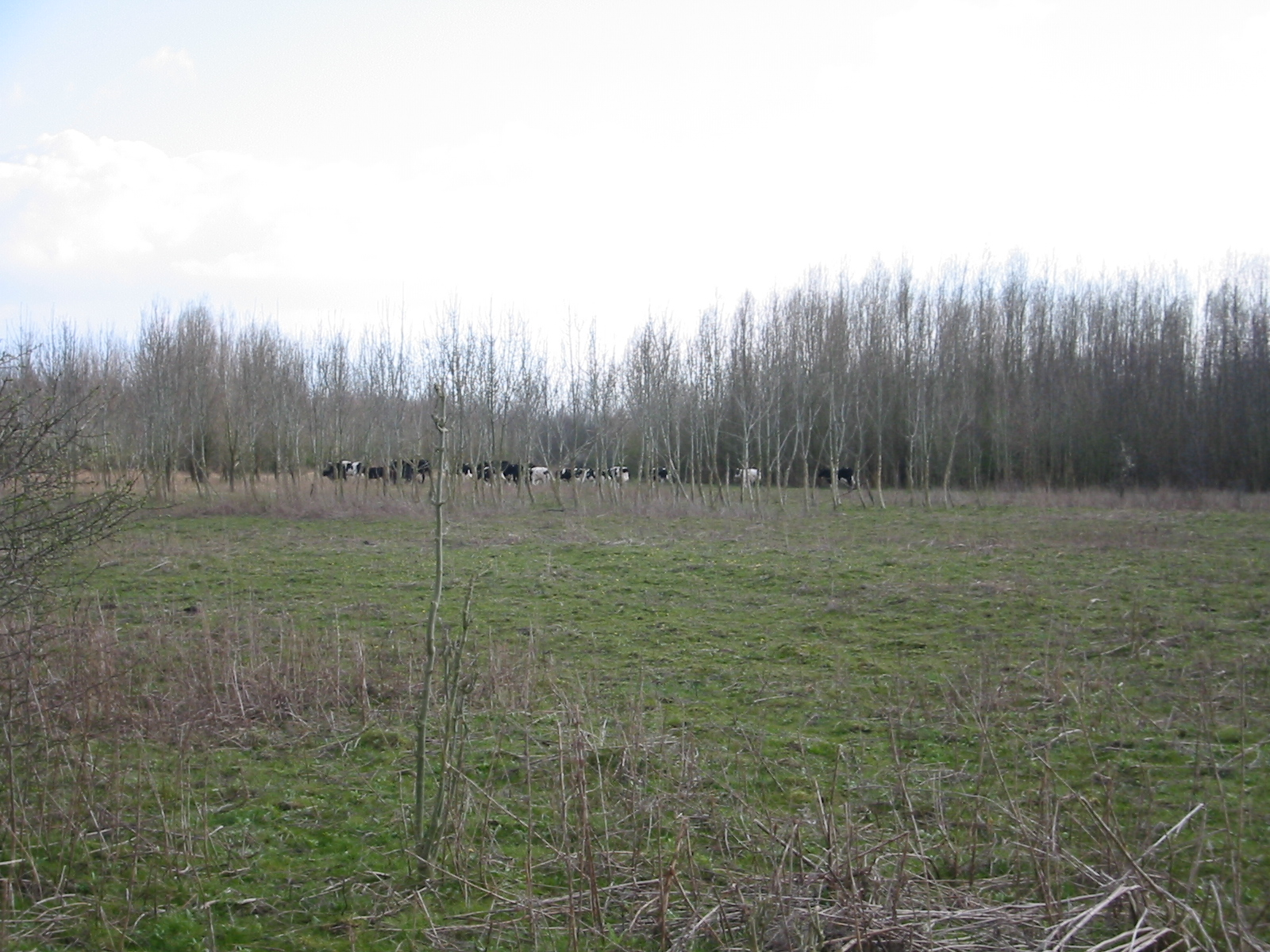
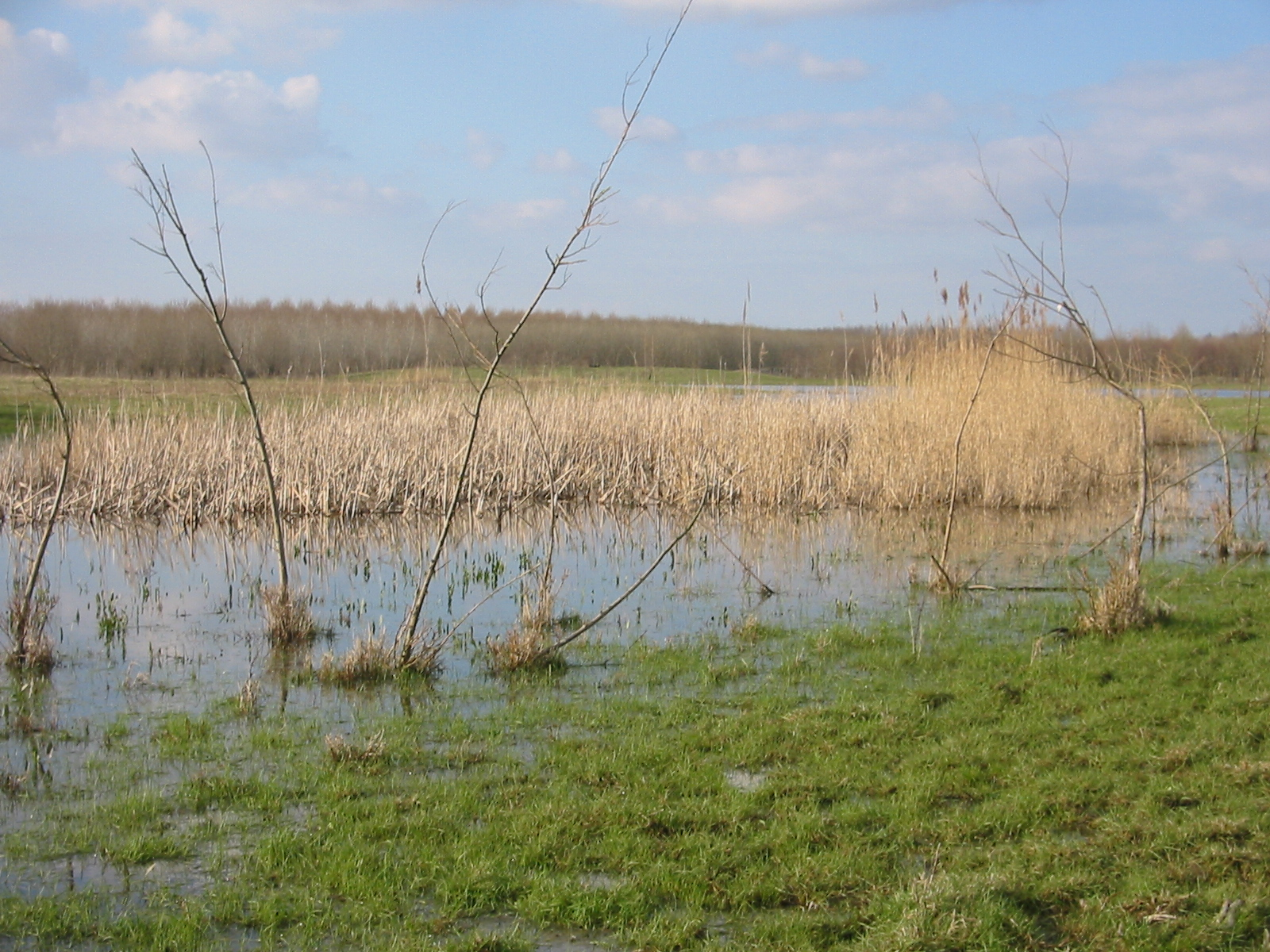
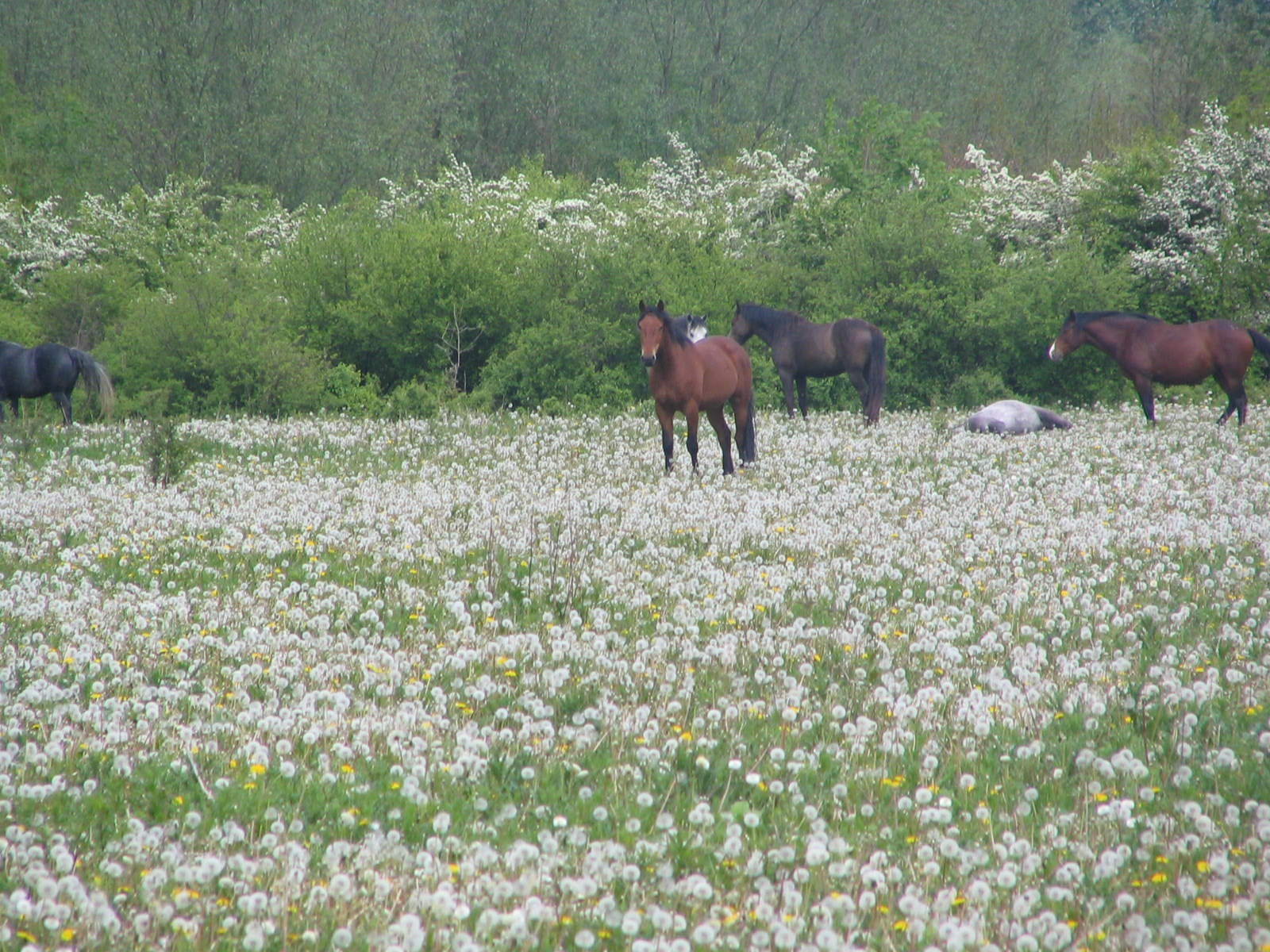
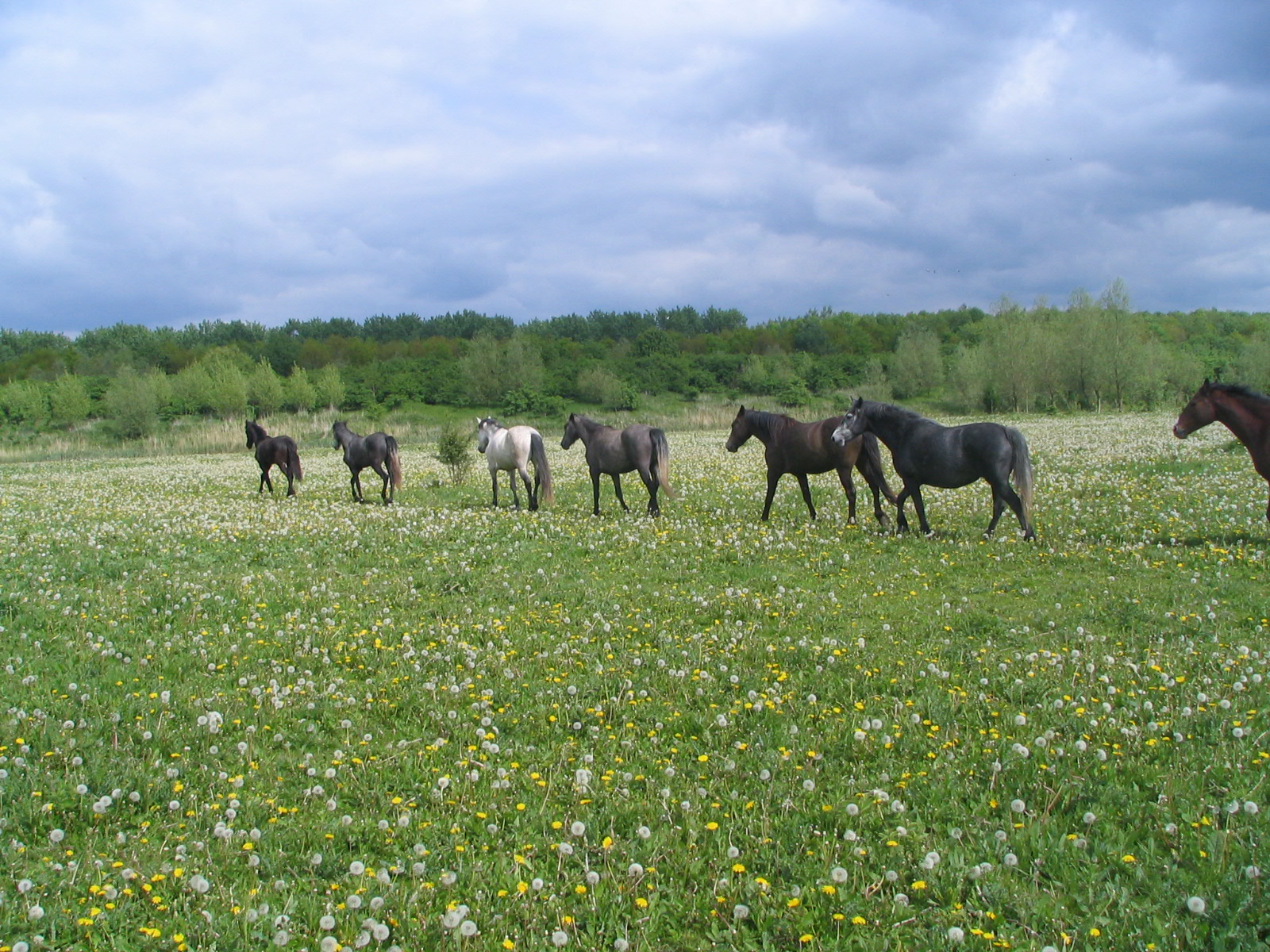